# BRAVE LOUVE
ブレイブルーヴ（BRAVE LOUVE）は、東京都府中市を本拠地とする2016年創立の女子ラグビーチーム。7人制・15人制両方で活動し、シニア（大学生以上）・ユース（高校生世代）・ジュニア（中学生以下）を構成する。「東芝ブレイブルーパス東京ファミリー」の1つ。braveは英語で「勇敢な」、louveはフランス語で「メスの狼」の意味。

## 来歴
2016年10月、府中ラグビースクール（現在のブレイブルーパス府中ジュニアラグビークラブ）の保護者だった難波良紀と松田努、そして当時スクールの監督だった吉田峰生の3人が、増える女子の受け皿として創立した。難波良紀がGMに就任した。
2022年5月、太陽生命ウィメンズセブンズシリーズ2022（第2戦）にシニアチームがゲスト出場した。
2023年、太陽生命ウィメンズセブンズシリーズ2023にコアチーム入り（最上位12チーム入り）を果たした。翌年は降格となる。
2023年11月8日、難波良紀が死去した（享年56）。12月9日、東芝ブレイブルーパス東京のシーズン開幕戦の前に「Brave Louve 難波GM メモリアルイベント」が行われた。
2024年、太陽生命ウィメンズセブンズシリーズ2024昇格大会に出場したが、2位となり昇格を逃す。

## 主な戦績

### シニア

#### 太陽生命ウィメンズセブンズシリーズ
- 2022年第2戦 - ゲスト参加、14位/16チーム[4][5]
- 2023年 - 第1戦 15位（最下位）[9]、第2戦 10位/16チーム[10]、第3戦 9位/16チーム[11]、第4戦 13位/16チーム[12]、年間総合13位/16チーム[12]、コアチーム（上位12位）に残れず。
- 2024年昇格大会 - 2位

#### Regional Women’s Sevens （リージョナルウィメンズセブンズ）
- リージョナルウィメンズセブンズ2023（2023年3月25日-26日）：2位

#### サニックスワールドラグビーユース交流大会
- 2022年 - 準優勝[13]

#### Capital women's sevens series
- 2022年 - 優勝[14]

### ユース
- 第6回関東U18女子セブンズラグビーフットボール大会：優勝

## 在籍選手
チーム公式サイトを参照。

### 15人制日本代表
- 安尾琴乃 - WXV2023[15]
- 安藤菜緒 - WXV2023[15]